# 奇瑙特拉
奇瑙特拉（西班牙語：Chinautla）是危地馬拉的城市，由危地馬拉省負責管轄，位於該國中部，距離首都危地馬拉市18公里，始建於1723年5月21日，面積80平方公里，海拔高度1,220米，2002年人口95,312。